# Sorex milleri
Sorex milleri är en däggdjursart som beskrevs av Jackson 1947. Sorex milleri ingår i släktet Sorex och familjen näbbmöss. IUCN kategoriserar arten globalt som sårbar. Inga underarter finns listade i Catalogue of Life.
Denna näbbmus förekommer i bergstrakten Sierra Madre Oriental i nordöstra Mexiko och i angränsande områden. Arten vistas vanligen i regioner som ligger 2400 till 2800 meter över havet men ibland når den 3700 meter över havet. Sorex milleri lever i lövskiktet i fuktiga bergsskogar och äter främst insekter.
Arten blir med svans 93 till 95 mm lång, svanslängden är 37 till 44 mm och vikten varierar mellan 2,9 och 4,8 g. Djuret har 11 till 12 mm långa bakfötter och 5 till 7 mm stora öron. Sorex milleri har brun till gråbrun päls på ovansidan och grå päls på undersidan. Även svansen är uppdelad i en ljusbrun ovansida och en krämfärgad undersida. I överkäken förekommer fyra enkelspetsiga tänder efter de inre framtänderna och den tredje enkelspetsiga tanden är större än den fjärde. Ytterligare avvikelser i kraniets och tändernas konstruktion skiljer arten från andra släktmedlemmar. Differensen mot Sorex cinereus är däremot inte tydlig men det finns ett större gap mellan arternas utbredningsområden. Antagligen skildes dessa två arter under pleistocen från varandra.
Sorex milleri delar reviret med olika små gnagare. Antagligen har den samma levnadssätt som andra släktmedlemmar.